# Observator (ziar)
 Observator  a fost primul ziar particular, editat de un patron, în România post decembristă. A fost lansat de Octav Buruiană, un ziarist de la Informația Bucureștiului (unde a fost coleg cu jurnaliștii Sorin Roșca Stănescu și Horia Tabacu), și a apărut relativ regulat, săptămânal, între ianuarie 1990 și ianuarie 1992.
La Observator au colaborat nume importante ale media, culturii, politicii, modei din România, în anii imediat următori Revoluției din 1989.

## Istoric. Disputa întâietății cronologice
În fapt, Observator nu a fost prima publicație independentă apărută după decembrie 1989.
În afară de presa socialistă, rebotezată și reorientată politic și comercial, au apărut în ianuarie 1990 câteva periodice editate de partidele politice reactivate sau nou înființate.
În data de 6 ianuarie 1990 a apărut Baricada, săptămânal independent editat de un colectiv condus de Eduard Victor Gugui.
Deși ulterior, Observator, lansat în 11 sau 13 ianuarie, a fost primul ziar afirmat „particular” iar Octav Buruiană a fost primul întreprinzător privat, proclamat „patron”, într-o vreme tulbure în care orientarea politică și socio-economică a țarii nu erau clar determinate sau afirmate.
Într-un interviu acordat Televiziunii Române Libere în data de 15 ianuarie 1990, Buruiană, economist de profesie, și-a afirmat condiția de capitalist și a subliniat necesitatea asumării acestei condiții de către toți cetățenii capabili de a întreprinde activități economice.

## Perioade distincte
Observator a apărut vreme de doi ani, beneficiind de aportul constant al unei sume de colaboratori, fiind îngrijit de mai multe echipe redacționale, așa cum reiese din caseta tehnică a publicației din colecția Bibliotecii Academiei, foarte probabil singura arhivă completă păstrată.

### Perioada de început – ianuarie-aprilie 1990
Primele numere din „Observator” sunt realizate de Octav Buruiană, director, Emanuel Valeriu, redactor șef și Adrian Bobu, secretar general de redacție, cu concursul lui Ion Cristoiu(la primele trei apariții). Ziarul este sobru, elegant, echidistant, neînregimentat politic.

### A doua perioadă – aprilie-iulie 1990
Săptămânalul este realizat de Octav Buruiană și Adrian Bobu.

### A treia perioadă – de tranzit – iulie-octombrie 1990
În urma unui grav accident de mașină, Octav Buruiană și soția sa sunt grav vătămați corporal și se cofruntă și cu o sumă de probleme de ordin legal. Ziarul apare fără periodicitate determinată, editat de Adrian Bobu în regim de avarie, exclusiv alcătuit din materiale primite de la colaboratori.

### PerioadaUncu– octombrie 1990-ianuarie 1991
Observator apare fiind alcătuit de echipa Octav Buruiană, director, Daniel Uncu, redactor șef, Adrian Bobu, secretar general de redacție.

### PerioadaAntonescu- ianuarie 1991-octombrie 1991
Săptămânalul este condus de echipa Mihai Antonescu, redactor șef, Petru Berteanu, redactor șef adjunct, Bogdan Țană, secretar general de redacție. Ziarul devine caustic, ironic, agresiv.
Din luna aprilie, Editura Observator publică și un al doilea săptămânal – Ceaușescu – săptămânal hebdomadar, o publicație umoristică, satirică, ce își propunea să concureze Cațavencu, săptămânal de la care venea Mihai Antonescu. Echipa redacțională a fost compusă din Șerban Comănescu, caricaturistul Cristian Avram-Malaxa, colaboratori ca poetul și caricaturistul Traian Furnea, Valentin Boeru, Th. Denis Dinulescu.

### PerioadaNarcis Zărnescu– octombrie1991-ianuarie1992
Săptămânalul Observator capătă un profil de magazin.
Confruntat cu dificultăți financiare și administrative, Octav Buruiană încearcă redresarea publicației printr-o asociere cu Lucian Cornescu-Ring și editura Grațielei Bîrlă. Proiectul nu devine concret și Observator își încetează apariția.
Octav Buruiană a renunțat la orice activitate de presă și a devenit președintele Asociației Naționale a Investitorilor din România – ANIR
Dupa o severă suferință, Octav Buruiană a încetat din viață la jumatatea anilor 2000.

## Colaboratori
În Observator au susținut rubrici permanente: Iosif Sava, Cezar Tabarcea, Dan Grigorescu, Zina Dumitrescu, Călin Turcu, Tudor Caranfil. Au colaborat: Ion Cristoiu, Acad. Răzvan Theodorescu, poeta Florica Mitroi, Romulus Anastasescu, Anton Uncu, Sandrino Gavriloaia, Traian Furnea.